# Barraca de vinya

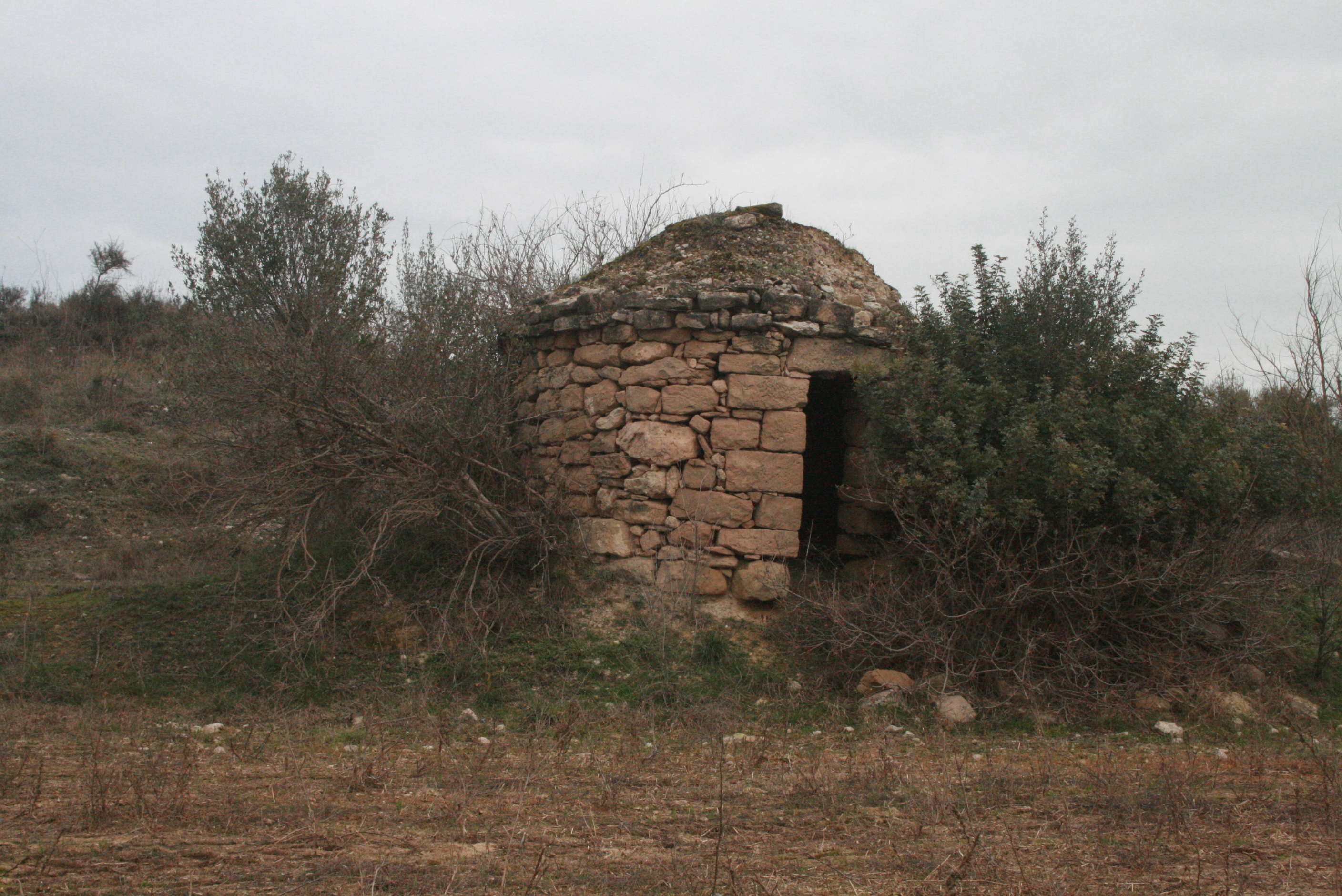
Barraca de vinya de planta rodona a Manresa

La barraca (de vinya), caseta de pedra, cabana, maset, casup (a la Marina), catxirulo (Camp de Túria i Horta Nord) o
casot (a la plana del Rosselló), és una construcció rural obrada en pedra seca que té diferents usos, com ara servir d'aixopluc, per a desar-hi eines o com a alberg de bestiar, entre d'altres. Se'n troben arreu dels Països Catalans i per tot l'espai mediterrani i altres àrees on hi hagi abundància de pedres, com ara la península Ibèrica, l'estat francès, Itàlia, algunes zones d'Escòcia, etc. Per a la construcció d'aquests habitacles s'utilitzen els materials que es tenen més a l'abast. A la comarca del Bages, per exemple, els materials utilitzats són: terra, canyes, fusta, pedra i la combinació d'aquests dos últims elements. Tanmateix, la majoria de les anomenades "barraques de vinya" s'han construït íntegrament de pedra i lligades en sec.
Altres menes de barraca de tipologia semblant són les barraques de carboner, les dites barraques de roter i les barraques de cucurull (o de porc) a les Illes Balears, les barraques de carro i les anomenades perxes de la Terra Alta, entre d'altres. En diferents llocs dels Països Catalans, la barraca també pot rebre el nom de cabana.

## Tipus

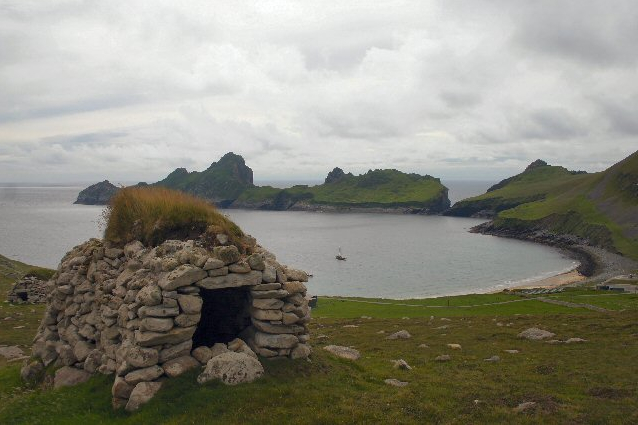
Barraca, o cleit, de planta quadrada a l'arxipèlag de Saint Kilda, Escòcia

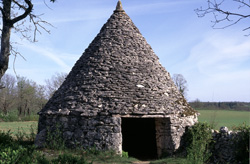
Barraca de planta rodona acabada en con a l'Albenca, a l'Òlt, Occitània

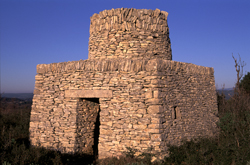
Barraca de planta quadrada coronada per acabament cilíndric a Sauvinhargues, Gard, Occitània, amb algunes similituds amb construccions de l'Empordà i d'altres amb construccions de Menorca

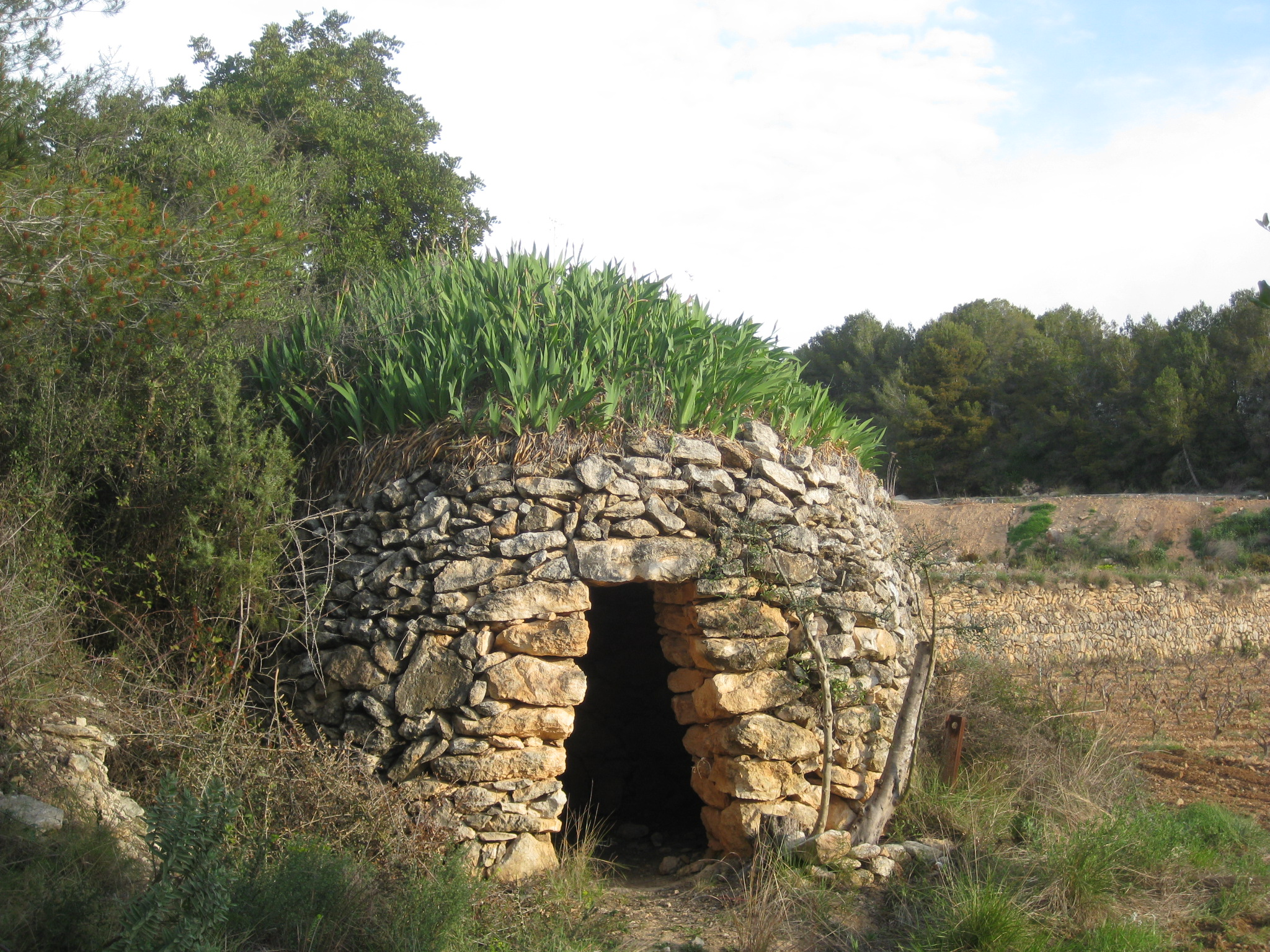
Barraca de vinya de planta rodona a Sant Pere de Ribes, el Garraf

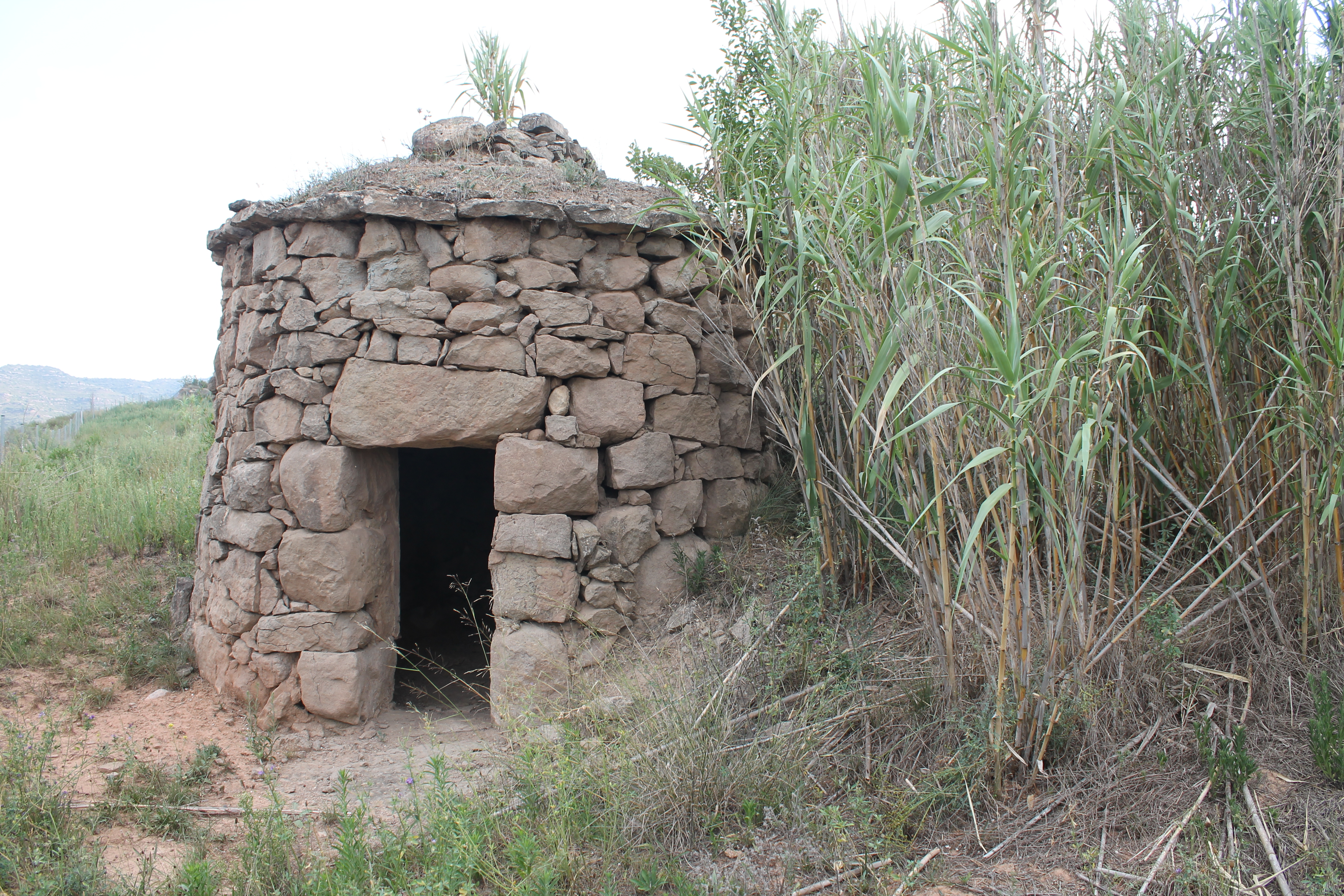
Barraca de Pere Roll, a Puig-reig (Berguedà)

Segons el territori o comarca aquestes construccions presenten unes característiques marcades bàsicament per:
- La planta
- El portal
- El sistema de cobriment

A la comarca del Bages, per exemple, les barraques de vinya presenten aquestes característiques:

### Segons la base o la planta
- Planta rodona: és la forma primitiva més antiga de construcció en pedra seca de tall circular. Aquesta planta rodona facilita el punt de partida de cobriment de la cúpula. El tancament de la coberta es coneix amb el nom de falsa cúpula, o sigui, per superposició de filades en anells concèntrics de menor diàmetre a còpia que es guanya alçada fins a tancar la volta amb una o unes quantes pedres planes.
- Planta quadrada o rectangular: la seva forma interna coincideix amb l'externa. El fet de tenir el punt de partida de la coberta formant un angle recte se soluciona amb la col·locació de petxines; són pedres més grosses que actuen a les cantonades com a pilars o nervis per sostenir-ne els laterals.
- Planta mixta: es tracta d'una combinació de les dues anteriors, quadrangular al davant, a la part de la façana de la barraca, i rodona al darrere. Al Bages, se n'han trobat d'aïllades i també d'inserides en marges.
- Planta doble: construcció composta per dues estances separades o comunicades interiorment formant un únic cos. La majoria de vegades són construccions de forma quadrangular que es caracteritzaven pel fet que un habitacle es destinava al pagès i l'altre a l'animal de càrrega, amb dues entrades separades.
- Planta de més habitacles: són barraques que disposen de més de dos habitacles destinats a allotjar-hi unes quantes persones, animals o utillatge agrícola, entre altres usos.

### Segons el portal d'entrada
- Muntants verticals: els muntants aplomats fan que el portal tingui la mateixa obertura de dalt i de baix.
- Muntants inclinats: el portal és més ample de la part de baix que de dalt.
- Muntants arcats: el portal s'acaba amb un arc.
- Arc d'ametlla, apuntat o primitiu: els muntants arquejats són dos arcs que en conflueixen a la part superior i tanquen l'obertura.

Tenint en compte, també, l'acabament dels portals:
- Llinda única: una pedra més grossa de forma allargada descansa sobre els muntants.
- Llinda doble: dues pedres allargades i planes es disposen sobre els muntants.
- Llinda d'arc: la construcció d'un arc, utilitzant una bastida per sobre de la llinda, l'allibera de part de la càrrega, que traspassa als muntants i a les parets laterals.
- Dues llindes apuntades: és un tancament de caràcter més aviat estètic, el qual es realitza amb la disposició de dues pedres allargades encavallades que pels extrems descansen sobre la llinda plana emplaçada al damunt dels muntants del portal.

### Segons el cobriment
Per al cobriment de les barraques bagenques s'utilitza bàsicament el sistema de falsa cúpula, també anomenat superposició de filades. Consisteix a sobreposar pedres planes que a cada filada aniran sobresortint dos o tres dits per damunt de l'anterior, totes amb la deguda inclinació per no deixar entrar l'aigua de la pluja a l'interior. Quan les filades arribin gairebé a concloure la cúpula, es tanca amb una llosa o més. Se sol recobrir amb pedruscall o també amb argila premsada.

## Altres elements funcionals
A les barraques de la comarca del Bages hi ha també una sèrie d'elements funcionals que les caracteritzen:
- El voladís o escopidor: filada de pedres al capdamunt de la paret que sobresurten força. La seva funció és procurar que l'aigua de la pluja no afecti la paret de les barraques.
- La finestra o espitllera: petita obertura a mitjana alçada de la paret lateral de la barraca per permetre l'entrada de la llum i la ventilació.
- La clau: pedra planera de grans dimensions que tanca la volta.
- El pedrís: banc de pedra.